# Fed Cup 2017
La Fed Cup de 2017 fue la 55.ª edición del torneo de tenis femenino más importante por naciones. Participaron ocho equipos en el Grupo Mundial y noventa en los diferentes grupos regionales.

## Movilidad entre grupos: 2016 a 2017
| · Alemania | · Bielorrusia | · España | · Estados Unidos | · Francia | · Países Bajos | · República Checa | · Suiza |
| ---------- | ------------- | -------- | ---------------- | --------- | -------------- | ----------------- | ------- |

| · Australia | · Bélgica | · China Taipéi | · Eslovaquia | · Italia | · Rumanía | · Rusia | · Ucrania |
| ----------- | --------- | -------------- | ------------ | -------- | --------- | ------- | --------- |

## Grupo Mundial

### Equipos participantes
| Equipos participantes en el Grupo Mundial de 2017 | Equipos participantes en el Grupo Mundial de 2017 | Equipos participantes en el Grupo Mundial de 2017 | Equipos participantes en el Grupo Mundial de 2017 | Equipos participantes en el Grupo Mundial de 2017 | Equipos participantes en el Grupo Mundial de 2017 | Equipos participantes en el Grupo Mundial de 2017 | Equipos participantes en el Grupo Mundial de 2017 |
| Alemania                                          | Bielorrusia                                       | España                                            | Estados Unidos                                    | Francia                                           | Países Bajos                                      | República Checa                                   | Suiza                                             |
| ------------------------------------------------- | ------------------------------------------------- | ------------------------------------------------- | ------------------------------------------------- | ------------------------------------------------- | ------------------------------------------------- | ------------------------------------------------- | ------------------------------------------------- |

### Sorteo
- El sorteo del Grupo Mundial para la Fed Cup 2017 decretó los siguientes encuentros:

Cabezas de serie
1. República Checa
2. Francia
3. Alemania
4. Países Bajos

### Eliminatorias
|  | Cuartos de final                                | Cuartos de final                          | Cuartos de final                          |                                           |                                           | Semifinales                                           | Semifinales                                           | Semifinales                                           |                                                       |                                                       | Final                                     | Final                                     | Final                                     |                                           |                                           |
|  | 11 al 12 de febrero                             | 11 al 12 de febrero                       | 11 al 12 de febrero                       |                                           |                                           | 22 al 23 de abril                                     | 22 al 23 de abril                                     | 22 al 23 de abril                                     |                                                       |                                                       | 11 al 12 de noviembre                     | 11 al 12 de noviembre                     | 11 al 12 de noviembre                     |                                           |                                           |
|  |                                                 |                                           |                                           |                                           |                                           |                                                       |                                                       |                                                       |                                                       |                                                       |                                           |                                           |                                           |                                           |                                           |
|  | Ostrava, República Checa, Dura (i), CZE 2-2 ESP |                                           |                                           |                                           |                                           |                                                       |                                                       |                                                       |                                                       |                                                       |                                           |                                           |                                           |                                           |                                           |
|  | 1                                               | República Checa                           | 3                                         |                                           |                                           |                                                       |                                                       |                                                       |                                                       |                                                       |                                           |                                           |                                           |                                           |                                           |
|  |                                                 | España                                    | 2                                         |                                           |                                           | Tampa, Estados Unidos, Tierra batida (i), USA 9-2 CZE | Tampa, Estados Unidos, Tierra batida (i), USA 9-2 CZE | Tampa, Estados Unidos, Tierra batida (i), USA 9-2 CZE | Tampa, Estados Unidos, Tierra batida (i), USA 9-2 CZE | Tampa, Estados Unidos, Tierra batida (i), USA 9-2 CZE |                                           |                                           |                                           |                                           |                                           |
|  |                                                 |                                           |                                           |                                           | 1                                         | República Checa                                       | 2                                                     |                                                       |                                                       |                                                       |                                           |                                           |                                           |                                           |                                           |
|  | Maui, Estados Unidos, Dura, USA 8-5 GER         | Maui, Estados Unidos, Dura, USA 8-5 GER   | Maui, Estados Unidos, Dura, USA 8-5 GER   | Maui, Estados Unidos, Dura, USA 8-5 GER   |                                           |                                                       | Estados Unidos                                        | 3                                                     |                                                       |                                                       |                                           |                                           |                                           |                                           |                                           |
|  | 3                                               | Alemania                                  | 0                                         |                                           |                                           |                                                       |                                                       |                                                       |                                                       |                                                       |                                           |                                           |                                           |                                           |                                           |
|  |                                                 | Estados Unidos                            | 4                                         |                                           |                                           |                                                       |                                                       |                                                       |                                                       |                                                       | Minsk, Bielorrusia, Dura (i), BLR 0-1 USA | Minsk, Bielorrusia, Dura (i), BLR 0-1 USA | Minsk, Bielorrusia, Dura (i), BLR 0-1 USA | Minsk, Bielorrusia, Dura (i), BLR 0-1 USA | Minsk, Bielorrusia, Dura (i), BLR 0-1 USA |
|  |                                                 |                                           |                                           |                                           |                                           |                                                       |                                                       |                                                       |                                                       |                                                       |                                           | Estados Unidos                            | 3                                         |                                           |                                           |
|  | Minsk, Bielorrusia, Dura (i), NED 3-0 BLR       | Minsk, Bielorrusia, Dura (i), NED 3-0 BLR | Minsk, Bielorrusia, Dura (i), NED 3-0 BLR | Minsk, Bielorrusia, Dura (i), NED 3-0 BLR | Minsk, Bielorrusia, Dura (i), NED 3-0 BLR |                                                       |                                                       |                                                       |                                                       |                                                       |                                           | Bielorrusia                               | 2                                         |                                           |                                           |
|  |                                                 | Bielorrusia                               | 4                                         |                                           |                                           |                                                       |                                                       |                                                       |                                                       |                                                       |                                           |                                           |                                           |                                           |                                           |
|  | 4                                               | Países Bajos                              | 1                                         |                                           |                                           | Minsk, Bielorrusia, Dura (i), BLR 1-2 SUI             | Minsk, Bielorrusia, Dura (i), BLR 1-2 SUI             | Minsk, Bielorrusia, Dura (i), BLR 1-2 SUI             | Minsk, Bielorrusia, Dura (i), BLR 1-2 SUI             | Minsk, Bielorrusia, Dura (i), BLR 1-2 SUI             |                                           |                                           |                                           |                                           |                                           |
|  |                                                 |                                           |                                           |                                           |                                           | Bielorrusia                                           | 3                                                     |                                                       |                                                       |                                                       |                                           |                                           |                                           |                                           |                                           |
|  | Geneva, Suiza, Dura (i), FRA 2-1 SUI            | Geneva, Suiza, Dura (i), FRA 2-1 SUI      | Geneva, Suiza, Dura (i), FRA 2-1 SUI      | Geneva, Suiza, Dura (i), FRA 2-1 SUI      |                                           |                                                       | Suiza                                                 | 2                                                     |                                                       |                                                       |                                           |                                           |                                           |                                           |                                           |
|  |                                                 | Suiza                                     | 4                                         |                                           |                                           |                                                       |                                                       |                                                       |                                                       |                                                       |                                           |                                           |                                           |                                           |                                           |
|  | 2                                               | Francia                                   | 1                                         |                                           |                                           |                                                       |                                                       |                                                       |                                                       |                                                       |                                           |                                           |                                           |                                           |                                           |

|                           |
| Bandera de Estados Unidos |
| Estados Unidos            |
| Campeona 18° título       |

## Repesca al Grupo Mundial
Los cuatro equipos perdedores de la primera ronda del Grupo Mundial, y los cuatro ganadores de las eliminatorias del Grupo Mundial II jugarán esta instancia. En esta instancia, los cuatro equipos ganadores jugarán en el Grupo Mundial I en el año 2018; los perdedores jugarán mientras tanto en el Grupo Mundial II.
Los cruces de cada una de las llaves enfrentarán a un equipo del Grupo Mundial I y del Grupo Mundial II.
| Perdedores Grupo Mundial - Alemania - España - Francia - Países Bajos | Ganadores Grupo Mundial II - Bélgica - Eslovaquia - Rusia - Ucrania |

### Eliminatorias
- Fecha: 23 al 24 de abril

| Lugar                  | Superficie        | Equipo local | Marcador | Equipo visitante |
| ---------------------- | ----------------- | ------------ | -------- | ---------------- |
| Roanne, Francia        | Tierra batida (i) | Francia (1)  | 4 - 0    | España           |
| Moscú, Rusia           | Tierra batida (i) | Rusia (2)    | 2 - 3    | Bélgica          |
| Stuttgart, Alemania    | Tierra batida (i) | Alemania (3) | 3 - 2    | Ucrania          |
| Bratislava, Eslovaquia | Tierra batida (i) | Eslovaquia   | 2 - 3    | Países Bajos (4) |

## Grupo Mundial II

### Equipos participantes
| Equipos participantes en el Grupo Mundial II de 2017 | Equipos participantes en el Grupo Mundial II de 2017 | Equipos participantes en el Grupo Mundial II de 2017 | Equipos participantes en el Grupo Mundial II de 2017 | Equipos participantes en el Grupo Mundial II de 2017 | Equipos participantes en el Grupo Mundial II de 2017 | Equipos participantes en el Grupo Mundial II de 2017 | Equipos participantes en el Grupo Mundial II de 2017 |
| Australia                                            | Bélgica                                              | China Taipéi                                         | Eslovaquia                                           | Italia                                               | Rumania                                              | Rusia                                                | Ucrania                                              |
| ---------------------------------------------------- | ---------------------------------------------------- | ---------------------------------------------------- | ---------------------------------------------------- | ---------------------------------------------------- | ---------------------------------------------------- | ---------------------------------------------------- | ---------------------------------------------------- |

### Sorteo
- El sorteo de la Fed Cup 2017 decretó los siguientes cruces:

Cabezas de Serie
- Los cabeza de serie son decretados por el ranking que manejan los creadores de la Fed Cup

1. Rusia
2. Italia
3. Australia
4. Rumania

### Eliminatorias
- Fecha: 11 al 12 de febrero

| Lugar             | Superficie            | Equipo local | Marcador | Equipo visitante |
| ----------------- | --------------------- | ------------ | -------- | ---------------- |
| Moscú, Rusia      | Dura, Indoor          | Rusia (1)    | 4 - 1    | China Taipéi     |
| Bucarest, Rumanía | Dura, Indoor          | Rumanía (4)  | 1 - 3    | Bélgica          |
| Járkov, Ucrania   | Dura, Indoor          | Ucrania      | 3 - 1    | Australia (3)    |
| Forlì, Italia     | Tierra batida, Indoor | Italia (2)   | 2 - 3    | Eslovaquia       |

## Repesca al Grupo Mundial II
Los cuatro equipos perdedores de la primera ronda del Grupo Mundial II, dos clasificados de la Zona Europa/África, y los ganadores de los Grupos Asia/Oceanía y Américas jugarán esta instancia. En esta instancia, los cuatro equipos ganadores jugarán en el Grupo Mundial II en el año 2017; los perdedores jugarán mientras tanto en sus respectivos grupos regionales.
| Perdedores Grupo Mundial II - Australia - China Taipéi - Italia - Rumanía | Clasificados Grupo Regionales - Canadá - Kazajistán - Reino Unido - Serbia |

### Eliminatorias
- Fecha: 22 al 23 de abril

| Lugar             | Superficie    | Equipo local | Marcador | Equipo visitante |
| ----------------- | ------------- | ------------ | -------- | ---------------- |
| Barletta, Italia  | Tierra batida | Italia (1)   | 3 - 1    | China Taipéi     |
| Mamaia, Rumanía   | Tierra batida | Rumanía (2)  | 3 - 2    | Reino Unido      |
| Zrenjanin, Serbia | Dura (i)      | Serbia       | 0 - 4    | Australia (3)    |
| Montreal, Canadá  | Dura (i)      | Canadá (4)   | 3 - 2    | Kazajistán       |

## Grupos Regionales

### América
| Zona de América | Zona de América | Zona de América | Zona de América | Zona de América | Zona de América   | Zona de América | Zona de América |
| Grupo I         | Grupo I         | Grupo I         | Grupo I         | Grupo I         | Grupo I           | Grupo I         | Grupo I         |
| Argentina       | Bolivia         | Brasil          | Canadá          | Chile           | Colombia          | México          | Paraguay        |
| Sin cambios     | Decrecimiento   | Sin cambios     | Crecimiento     | Sin cambios     | Sin cambios       | Decrecimiento   | Sin cambios     |
| Venezuela       | -               | -               | -               | -               | -                 | -               | -               |
| Sin cambios     | -               | -               | -               | -               | -                 | -               | -               |
| Grupo II        | Grupo II        | Grupo II        | Grupo II        | Grupo II        | Grupo II          | Grupo II        | Grupo II        |
| Bahamas         | Barbados        | Bermudas        | Costa Rica      | Cuba            | Ecuador           | El Salvador     | Guatemala       |
| Sin cambios     | Sin cambios     | Sin cambios     | Sin cambios     | Sin cambios     | Sin cambios       | Sin cambios     | Crecimiento     |
| Honduras        | Panamá          | Perú            | Puerto Rico     | Rep. Dominicana | Trinidad y Tobago | Uruguay         | -               |
| Sin cambios     | Sin cambios     | Sin cambios     | Crecimiento     | Sin cambios     | Sin cambios       | Sin cambios     | -               |
| --------------- | --------------- | --------------- | --------------- | --------------- | ----------------- | --------------- | --------------- |

### Asia/Oceanía
| Zona de Asia/Oceanía | Zona de Asia/Oceanía | Zona de Asia/Oceanía | Zona de Asia/Oceanía | Zona de Asia/Oceanía | Zona de Asia/Oceanía | Zona de Asia/Oceanía | Zona de Asia/Oceanía |
| Grupo I              | Grupo I              | Grupo I              | Grupo I              | Grupo I              | Grupo I              | Grupo I              | Grupo I              |
| China                | Corea del Sur        | Filipinas            | India                | Japón                | Kazajistán           | Tailandia            | -                    |
| Sin cambios          | Sin cambios          | Decrecimiento        | Sin cambios          | Sin cambios          | Sin cambios          | Sin cambios          | -                    |
| Grupo II             | Grupo II             | Grupo II             | Grupo II             | Grupo II             | Grupo II             | Grupo II             | Grupo II             |
| Baréin               | Hong Kong            | Indonesia            | Irán                 | Islas del Pacífico   | Kirguistán           | Malasia              | Pakistán             |
| Sin cambios          | Crecimiento          | Sin cambios          | Sin cambios          | Sin cambios          | Sin cambios          | Sin cambios          | Sin cambios          |
| Singapur             | Sri Lanka            | Tayikistán           | Turkmenistán         | Uzbekistán           | -                    | -                    | -                    |
| Sin cambios          | Sin cambios          | Sin cambios          | Sin cambios          | Sin cambios          | -                    | -                    | -                    |
| -------------------- | -------------------- | -------------------- | -------------------- | -------------------- | -------------------- | -------------------- | -------------------- |

### Europa/África
| Zona de Europa / África | Zona de Europa / África | Zona de Europa / África | Zona de Europa / África | Zona de Europa / África | Zona de Europa / África | Zona de Europa / África | Zona de Europa / África |
| Grupo I                 | Grupo I                 | Grupo I                 | Grupo I                 | Grupo I                 | Grupo I                 | Grupo I                 | Grupo I                 |
| Austria                 | Bosnia y Herzegovina    | Bulgaria                | Croacia                 | Estonia                 | Georgia                 | Hungría                 | Israel                  |
| Sin cambios             | Decrecimiento           | Sin cambios             | Sin cambios             | Sin cambios             | Sin cambios             | Sin cambios             | Decrecimiento           |
| Letonia                 | Polonia                 | Portugal                | Reino Unido             | Serbia                  | Turquía                 | -                       | -                       |
| Sin cambios             | Sin cambios             | Sin cambios             | Sin cambios             | Sin cambios             | Sin cambios             | -                       | -                       |
| Grupo II                | Grupo II                | Grupo II                | Grupo II                | Grupo II                | Grupo II                | Grupo II                | Grupo II                |
| Dinamarca               | Egipto                  | Eslovenia               | Lituania                | Luxemburgo              | Noruega                 | Sudáfrica               | Suecia                  |
| Sin cambios             | Sin cambios             | Crecimiento             | Decrecimiento           | Sin cambios             | Sin cambios             | Decrecimiento           | Crecimiento             |
| Grupo III               | Grupo III               | Grupo III               | Grupo III               | Grupo III               | Grupo III               | Grupo III               | Grupo III               |
| Argelia                 | Armenia                 | Camerún                 | Chipre                  | Finlandia               | Grecia                  | Irlanda                 | Islandia                |
| Sin cambios             | Sin cambios             | Sin cambios             | Sin cambios             | Sin cambios             | Crecimiento             | Sin cambios             | Sin cambios             |
| Kenia                   | Macedonia               | Malta                   | Marruecos               | Moldavia                | Mozambique              | Túnez                   | -                       |
| Sin cambios             | Sin cambios             | Sin cambios             | Sin cambios             | Crecimiento             | Sin cambios             | Sin cambios             | -                       |
| ----------------------- | ----------------------- | ----------------------- | ----------------------- | ----------------------- | ----------------------- | ----------------------- | ----------------------- |